# Шаратон
Шаратон (енгл. Charaton), хунски вођа. Владао је Хунима око 412. године. Споменуо га је Грк Олимпиодор из Тебе (лат. Olympiodorus of Thebes; грч. Χαράτων) као главног краља Хуна у то време. Мислећи на првог међу једнакима који су тада владали Хунима.